# Louis L’Amour
Louis Dearborn L’Amour (ur. 22 marca 1908, zm. 10 czerwca 1988)  – amerykański pisarz powieści i opowiadań. Tworzył główne westerny, ale wśród jego dzieł można znaleźć też powieści historyczne (The Walking Drum), fantastyczno-naukowe (Haunted Mesa), literaturę faktu (Frontier), a także zbiory poezji i opowiadań. Jego dzieła były adaptowane na filmy, a liczne z jego powieści doczekały się wznowień. W chwili śmierci autora prawie wszystkie z jego 105 dzieł (89 powieści, 13 opowiadań i 2 książki z dziedziny literatury faktu) wciąż były dostępne na rynku, a on sam był jednym z najpopularniejszych pisarzy na świecie.

## Filmowe adaptacje
- Cena za życie (2001), produkcja telewizyjna, na podstawie powieści
- Przeklęty diament (2001), produkcja telewizyjna na podstawie opowiadania
- Shaughnessy (1996), produkcja telewizyjna na podstawie powieści
- Conagher (1991), produkcja telewizyjna na podstawie powieści
- Dziki i wolny (1987), produkcja telewizyjna HBO na podstawie powieści
- Louis L’Amour’s Down the Long Hills (1986), produkcja telewizyjna na podstawie powieści
- Five Mile Creek (2 odcinki, 1984)
  - Walk Like a Man (1984), odcinek telewizyjny zainspirowany The Cherokee Trail
  - When the Kookaburra Cries (1984), odcinek telewizyjny zainspirowany The Cherokee Trail
- The Shadow Riders (1982), film telewizyjny na podstawie powieści
- The Cherokee Trail (1981), film telewizyjny na podstawie opowiadania
- The Sacketts (1979) film telewizyjny na podstawie powieści The Daybreakers i Sackett)
- Hombre llamado Noon, Un (1973), na podstawie powieści
- Cancel My Reservation (1972), na podstawie powieści The Broken Gun
- Aresztuję cię, przyjacielu (1971), na podstawie powieści
- Shalako (1968), na podstawie powieści
- Hondo (17 odcinków, 1967)
  - Hondo and the Rebel Hat (1967), odcinek telewizyjny (wykorzystano charakter stworzony przez autora)
  - Hondo and the Apache Trail (1967), odcinek telewizyjny (wykorzystano charakter stworzony przez autora)
  - Hondo and the Gladiators (1967), odcinek telewizyjny (wykorzystano charakter stworzony przez autora)
  - Hondo and the Hanging Town (1967), odcinek telewizyjny (wykorzystano charakter stworzony przez autora)
  - Hondo and the Death Drive (1967), odcinek telewizyjny (wykorzystano charakter stworzony przez autora)
- Hondo and the Apaches (1967), film telewizyjny na podstawie opowidni The Gift of Cochise
- Kid Rodelo (1966), film na podstawie powieści
- Taggart (1964), film na podstawie powieści
- Guns of the Timberland (1960), film na podstawie powieści
- Piękna złośnica, 1960, film na podstawie powieści
- Apache Territory (1958), na podstawie powieści Last Stand at Papago Wells
- The Tall Stranger (1957), na podstawie powieści Showdown Trail
- Maverick (1 odcinek), na podstawie Stage West Adapted
- Stagecoach West (1957), odcinek serilu
- Sugarfoot (1957), jeden odcinek serialu
- The Strange Land (1957), odcinek na podstawie opowiadania
- Utah Blaine (1957), film na podstawie powieści
- Płonące wzgórza (1956), film na podstawie powieści
- Flowers for Jenny (1956), odcinek serialu na podstawie opowiadania
- Blackjack Ketchum, Desperado (1956), na podstawie powieści Kilkenny
- City Detective (1955), jeden odcinek serialu
- Man Down, Woman Screaming (1955), jeden odcinek serialu na podstawie opowiadania
- Stranger on Horseback (1955), film na podstawie opowiadani
- Climax! (1955), jeden odcinek serialu
- The Mojave Kid (1955), odcinek serialu na podstawie opowiadania
- Treasure of Ruby Hills (1955), film na podstawie opowiadania
- Four Guns to the Border (1954), film na podstawie opowiadani
- Hondo (1953), film na podstawie The Gift of Cochise
- East of Sumatra (1953), film na podstawie opowiadania